# Cuasimodo
Cuasimodo es una celebración religiosa católica realizada por campesinos huasos en distintas localidades del valle central de Chile, el primer domingo siguiente a la Pascua de Resurrección. Consiste tradicionalmente en una procesión a caballo que sirve de escolta al sacerdote que lleva los vasos sagrados con la Eucaristía en una carreta preparada para la ocasión, con el propósito de llevarla a los enfermos y ancianos que no pudieron comulgar durante el Triduo Pascual.
Los escoltas, llamados cuasimodistas, se organizan en cofradías y se atavían de manera especial, destacando un pañuelo, generalmente blanco, para cubrir sus cabellos en señal de respeto a Cristo sacramentado, dado que en su presencia no se debe usar sombrero. Además cubren sus ropajes de huaso con una capa corta llamada esclavina. Aunque es una fiesta de raíz campesina, se ha adaptado a la ciudad, donde se realizan procesiones en bicicleta o incluso en vehículos motorizados.
Las cofradías cuasimodistas se preparan durante el año, normalmente asociadas a clubes de huasos, confeccionando sus atuendos y engalanando la o las carretas. Además, a la procesión la acompaña un coro de cantores litúrgicos en carreta o camión. En su forma tradicional los cuasimodistas acompañan o corren a Cristo en parejas montadas que son fijas.
Es en la actualidad una de las principales celebraciones religiosas del país. El papa Juan Pablo II, durante su visita a Chile en 1987, la declaró como un «verdadero tesoro del pueblo de Dios».

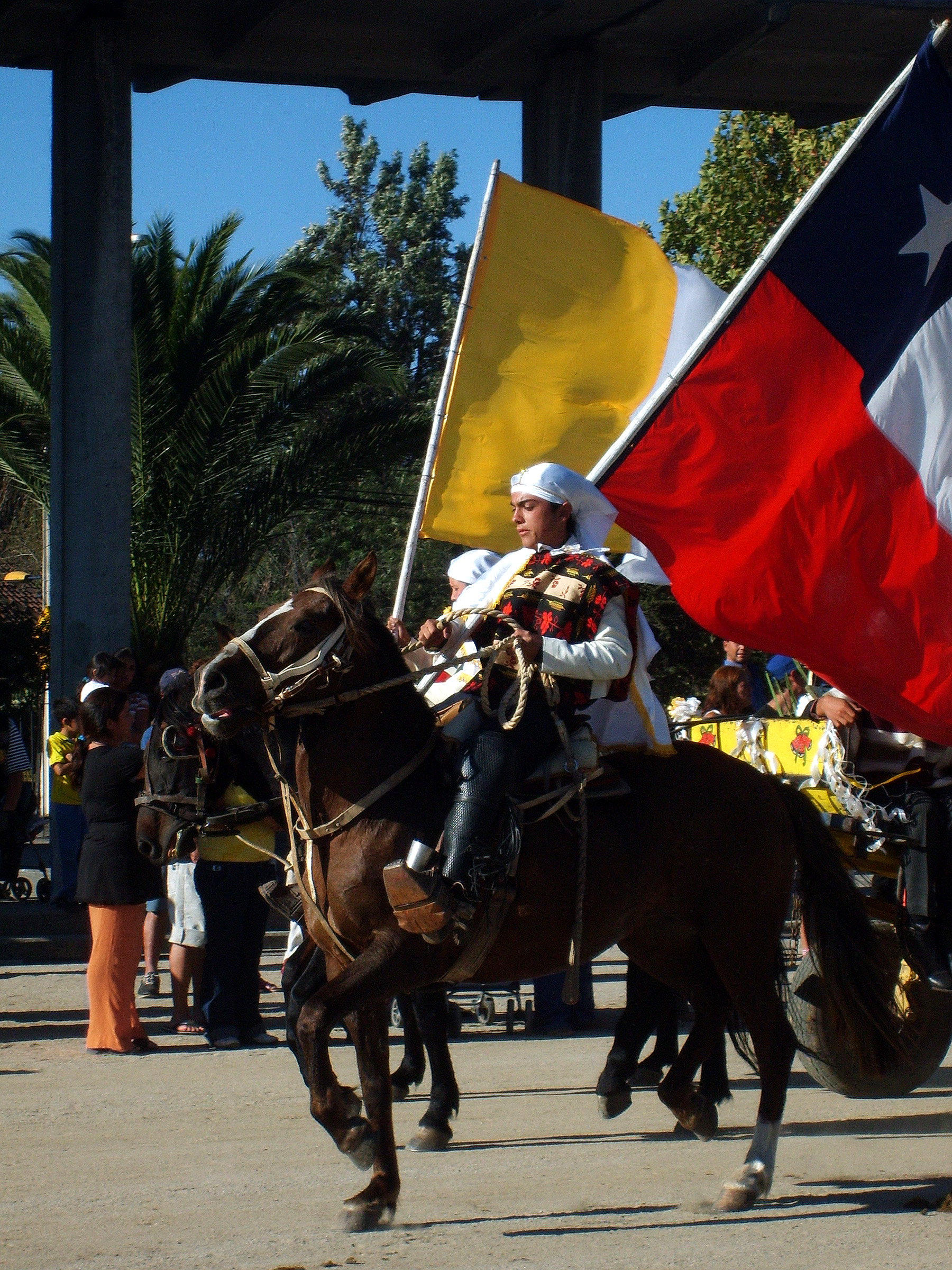
Indumentaria del cuasimodista.

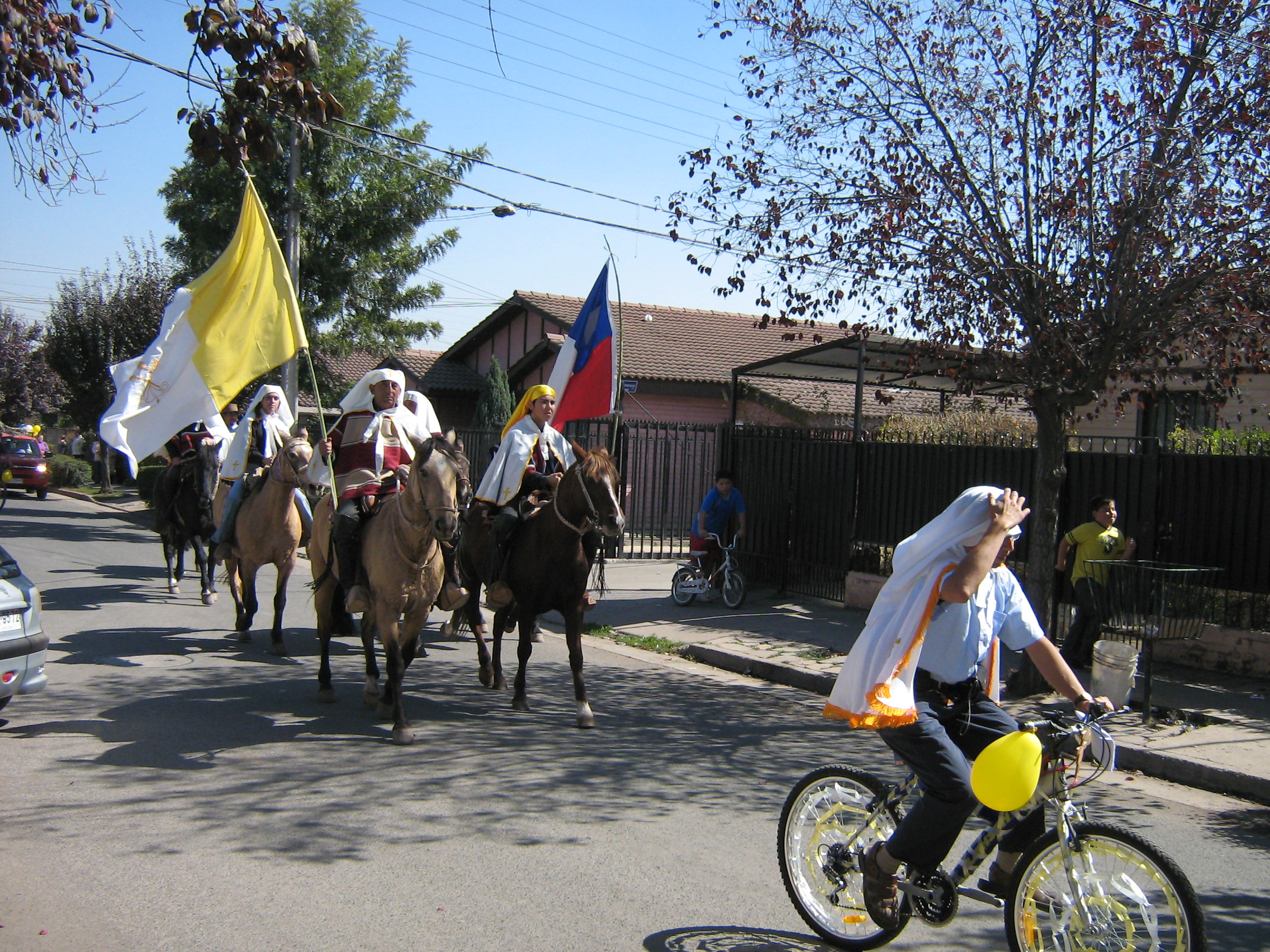
Cuasimodistas pasando por una calle en Puente Alto, Santiago

## Historia
El iv concilio de Letrán, celebrado en noviembre de 1215, estableció el precepto para todo católico de comulgar al menos una vez al año, durante el tiempo pascual (desde el Pascua hasta Pentecostés). Se volvió común entonces que los sacerdotes llevasen la comunión a los enfermos y ancianos que vivían en zonas rurales y que no podían asistir a la Santa Misa.
Durante el Chile indiano el sacerdote iba en un carruaje revestido con sus ornamentos y portando los vasos sagrados, generalmente de oro. Sin embargo, durante el período de la Patria Nueva afloraron bandidos que asaltaban las comitivas sin respetar al clero, robándole al sacerdote. Por lo tanto, estos empezaron a salir escoltados por hombres armados a caballo como medida disuasiva y precautoria para resguardar la integridad de las sagradas formas y del propio sacerdote. Esta acción pasó a formar parte del folclore chileno y la comunidad adquirió la tradición de acompañar a este grupo, que también cumplía con la misión de recordar la Resurrección de Cristo, milagro central y base de la Fe y doctrina católicas. Aunque nació como una actividad eminentemente rural, con el pasar del tiempo esta fiesta se integró en la cultura de la periferia urbana de la ciudad de Santiago.
No existen crónicas de la época colonial que confirmen el tradicional origen del Cuasimodo. Durante los albores de la República aparecen los primeros registros. En dicha época se desvaloraba esta fiesta perteneciente al sentido litúrgico popular. Hoy en día la fiesta de Cuasimodo tiene gran cantidad de participantes, siendo muchos los clubes de cuasimodistas que participan. [cita requerida]

## Etimología

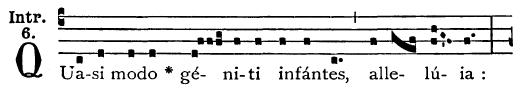
Introito del segundo domingo de Pascua.

La palabra Cuasimodo proviene de las primeras palabras del introito del segundo domingo de Pascua, Quasi modo genti infantes..., (del latín, «Así como niños recién nacidos...»), fecha en la que se realiza el Cuasimodo. Los griegos la llamaban Dominica nova, en razón a la vida nueva que debían empezar los bautizados de Pascua. 
Estos bautizados recibían, de verificarse el bautismo, un vestido blanco: símbolo de pureza, el dominical, y que hoy en día se sustituye con un paño blanco de lino el cual debe ser puesto sobre la cabeza del menor recién bautizado. Estas vestiduras las usaban durante los ocho días que median desde el sábado Santo hasta el domingo de Cuasimodo, en cuyo día las dejaban en la sacristía de la iglesia, por cuya razón se llama también Dominica in albis.